# Ali Kayalı
Ali Kayalı (* 29. Januar 1965 in Bulgarien) ist ein ehemaliger türkischer Ringer.

## Leben
Kayali gehörte zur türkischen Minderheit in Bulgarien und erlernte dort auch das Ringen. Aufgrund der starken Konkurrenz in Bulgarien kam er aber zu keinen Einsätzen bei internationalen Meisterschaften. 1990 wechselte er deshalb in die Türkei und wurde Mitglied des Sportklubs Etibank S.A.S. Unter Trainer Musa Ali Tunali wurde er in die türkische Nationalmannschaft der Freistilringer aufgenommen.
Im Jahr 1991 bestritt er seinen ersten Star bei einer internationalen Meisterschaft. Bei der Europameisterschaft in Stuttgart überraschte er dabei die Ringerfachwelt mit dem Gewinn des Europameistertitels im Schwergewicht. Allerdings war sein knapper Punktsieg im Finale über den Russen Andrei Golowko umstritten. Bei der Weltmeisterschaft des gleichen Jahres in Warna konnte er nicht überzeugen, schied frühzeitig aus und landete auf dem enttäuschenden 14. Platz.
Im Jahr 1992 belegte er zunächst bei der Europameisterschaft in Kaposvár den 3. Platz im Schwergewicht und bei den Olympischen Spielen in Barcelona gelang ihm der Gewinn der Bronzemedaille mit einem Sieg über den Koreaner Kim Tae-woo. Auch 1993 gewann er zwei Medaillen. Bei der Europameisterschaft in Istanbul belegte er den dritten Platz und bei der Weltmeisterschaft in Toronto unterlag er nur Leri Chabelowi aus Russland und wurde Vizeweltmeister. Eine weitere Medaille gewann Kayali bei der Europameisterschaft 1994 in Rom. Im Schwergewicht unterlag er in seinem Pool gegen Heiko Balz aus Luckenwalde mit 2:5 Punkten, gewann aber den Kampf um den 3. Platz über den Ukrainer Alexej Netchipurenko.
Er verletzte sich jedoch nach diesen Meisterschaften und musste pausieren. Im Jahr 1996 versuchte er es noch einmal bei den Europameisterschaften in Budapest, musste sich dort aber mit dem 10. Platz begnügen. Auch für die Olympischen Spiele dieses Jahres in Atlanta konnte er sich nicht qualifizieren.

## Internationale Erfolge
(OS = Olympische Spiele, WM = Weltmeisterschaft, EM = Europameisterschaft, F = Freistil, S = Schwergewicht, damals bis 100 kg Körpergewicht)
- 1990, 2. Platz, "Yasar-Dogu"-Memorial in Istanbul, F, S, hinter Arawat Sabejew, UdSSR und vor Mohammed Jafarhod, Iran;
- 1991, 1. Platz, EM in Stuttgart, F, S, vor Andrei Golowko, UdSSR, Heiko Balz, Deutschland, Andrzej Radomski, Polen, Kostas Avramis, Griechenland und Sandor Kiss, Ungarn;
- 1991, 1. Platz, Mittelmeer-Spiele in Athen, F, S, vor Avramis und Ali Eldress, Ägypten;
- 1991, 14. Platz, WM in Warna, F, S, Sieger: Leri Chabelowi, UdSSR vor Mark Coleman, USA und Heiko Balz;
- 1991, 1. Platz, „Yasar-Dogu“-Memorial in Istanbul, F, S, vor Sandor Kiss und Mahmut Demir, Türkei;
- 1992, 3. Platz, EM in Kaposvár, F, S, hinter Leri Chabelowi und Heiko Balz und vor Kiss, Arvi Aavik, Estland und Patros Bourdoulis, Griechenland;
- 1992, Bronzemedaille, OS in Barcelona, F, S, hinter Leri Chabelowi und Heiko Balz und vor Kim Tae-woo, Korea, Andrzej Radomski, Polen und Subhash Verma, Indien;
- 1992, 1. Platz, „Yasar-Dogu“-Memorial in Istanbul, D, S, vor Ömer Aslantas und Senol Karagöz, beide Türkei;
- 1993, 3. Platz, EM in Istanbul, F, S, hinter Arawat Sabejew, Deutschland und Alexej Netchipurenko, Ukraine und vor Krassimir Kotschew, Bulgarien, Marek Garmulewicz, Polen und Aarvik;
- 1993, 2. Platz, WM in Toronto, F, S, hinter Leri Chabelowi und vor Heiko Balz, Kim Tae-woo, Netchipurenko und Milan Mazáč, Slowakei;
- 1994, 3. Platz, EM in Rom, F, S, hinter Garmulewicz und Balz und vor Netchipurenko, Gabor Toth, Ungarn und Aavik;
- 1996, 10. Platz, EM in Budapest, F, S, Sieger: Garmulewicz vor Mazac und David Musuľbes, Russland